# بشاير الشيباني
بشاير إسحاق أحمد محمود الشيباني (1982 - )، كاتبة وشاعرة كويتية من مواليد دولة الكويت.

## نبذه
حاصلة علي بكالوريس علم النفس من كلية العلوم الاجتماعية في جامعة الكويت، نشأت في عائلة أدبية أثرت في شخصيتها وتكوينها فهى ابنة الشاعر الكويتي إسحاق الشيباني الذي أثر إنتاجه الأدبي على شخصيتها ، بدأت علاقتها بالشعر منذ الصغر، وكانت البداية مع شعر والدها، فإشتهرت بإلقاء قصائده من خلال الإذاعة المدرسية، وفي بداية مسيرتها الأدبية شجعها والدها ودعمها بصورة كبيرة وبعد أن تزوجت لعب زوجها دور المساند والداعم لها بإستمرار، حينها برز اسم الشاعرة بشاير من خلال الإصبوحات والامسيات الشعرية في الجامعات والكليات والمعاهد.

## أعمالها
- نشرت في العديد من الصحف والمجلات الخليجية.
- شاركت في أمسية هلا فبراير في الكويت عام 2002.
- شاركت في العديد من الأصبوحات الشعرية في جامعة الكويت.
- صدر لها ديواناً مسموعاً بعنوان More.

## نشاطها الادبي
أصدرت ثلاثة أعمال أدبية بين الشعر والنصوص الأدبية، وتنوعت إصدارتها بين اللهجة البيضاء واللغة العربية الفصحى، وأول أعمالها كان كتاب بعنوان (كونشرتو غياب) وهو عبارة عن نصوص شعرية باللهجة البيضاء، وتلاه (حديث الغيم) وهو نصوص أدبية باللغة العربية الفصحى، ومؤخراً صدر لها كتاب بعنوان (أكتب لأن الكلمة هواء) وهو كتاب أدبي يجمع بين صفحاته مجموعة من النصوص الأدبية باللغة العربية الفصحى والتي تعبر عن بعض الحالات النفسية التي تعيشها الكاتبة، كما أن لديها قناة خاصة على موقع يوتيوب، وتبث خلالها مقاطع من أعمالها الأدبية والشعرية وتسجيلات لها منذ الصغر في المناسبات التي اعتادت إلقاء الشعر بها.

## من قصائدها
- مملكة حبي.
- ماضي أحزاني.
- على ومضة.
- عذر مقنع.
- سافر.
- خنتك.
- حكاياتي.
- تمايل زولك.
- انتهيت.
- عقرب الساعة.
- قصة غياب.
- قصر الوهم.
- كورتزار.
- ودي انسى.
- وينوح الناي.

## من أشعارها
وقصيدة أخرى له